# 최영준 (희극 배우)
최영준(1954년 7월 15일 ~ )은 대한민국의 희극 배우이다. 부산광역시 출신이며 인하대학교를 졸업하였다.

## 학력
- 휘문고등학교 (졸업)
- 인하대학교 조선공학과 학사 졸업
- 인하대학교 대학원 조선공학과 공학석사 졸업

## 생애
1976년 연극 '관객 모독'으로 데뷔하였으며 1977년 TBC(동양방송) 개그 콘테스트에 데뷔했다. 1981년에는 MBC(문화방송) 개그 콘테스트를 통해 버라이어티 프로그램 《일요일밤의 대행진》에 출연했다. 1983년 KBS(한국방송) 개그 콘테스트를 통해 KBS로 자리를 옮겼고 《유머 일번지》의 동궁마마는 아무도 못말려 코너, 《쇼 비디오 자키》의 벤허의 후보들 코너에 출연했다.
1991년에는 한국의 역사에 등장한 인물을 소재로 한 노래 《한국을 빛낸 100명의 위인들》을 발표했는데 《유머 일번지》의 작가로 활동했던 박문영이 작사·작곡을 맡았다. KBS 프로그램 《6시 내고향》에서는 전국 각지의 특산물을 소개하는 '장터 여리꾼' 리포터 역할을 수행했고 한국교통방송(TBN) 프로그램 《브라보 마이 웨이》, 《길 따라 노래 따라》, 《TBN 주말특급》, 《한밤의 교차로》를 비롯한 라디오 프로그램을 진행했다.

## 방송
- 1981년 MBC 일요일밤의 대행진
- 1983년 ~ 1992년 KBS 유머 일번지 - 동궁마마는 아무도 못말려, 감초의 전방
- 1987년 ~ 1991년 KBS 쇼 비디오 자키 - 벤허의 후보들

## 출연작

### 영화
- 1992년 《황금칼과 홍길동》 ... 칠복이 역
- 1992년 《해룡이와 달자의 추억의 책가방》
- 1992년 《별당 형래와 여의주 작전》
- 1992년 《드래곤 파이터》
- 1992년 《귀신 잡은 닌자 꼴뚜기》
- 1991년 《위기의 용사 반달가면》... 나 반장 역
- 1991년 《우주의 용사 반달가면》... 나 반장 역
- 1991년 《신비의 용사 반달가면》... 나 반장 역
- 1991년 《하늘의 용사 이글맨》
- 1991년 《그림 도사와 홍길동》... 덜렁이 역
- 1991년 《부채 도사와 홍길동》... 덜렁이 역
- 1990년 《짬뽕 홍길동》... 덜렁이 역
- 1990년 《전설의 용사 반달가면》... 나 반장 역
- 1989년 《랏슈》... 용준 역
- 1986년 《엘리베이터 올라타기》... 용식 역

### 방송
- 6시 내고향 (KBS1)
- 다큐멘터리 3일 (KBS1, 2019.11.8 방송)

### 연극
- 리어왕
- 관객 모독
- 약장수
- 팔불출

### 기타
- 검사와 여선생 - 변사

## 음반
- 1991년 《한국을 빛낸 100명의 위인들》 (최영준과 노사사(노래를 사랑하는 사람들) 명의로 발표)
- 1994년 1집 《가족사랑》
- 2001년 2집 《Debut》
- 2001년 3집 《풍 (風): 한국을 빛낸 100명의 스포츠맨》
- 2003년 4집 《애수》
- 2005년 5집 《기대하시라》
- 2005년 6집 《사랑의 교차로》
- 2017년 《최영준 브라보 마이 웨이》

## 노래
- 한국을 빛낸 100명의 위인들 (박문영 작곡·작사)
- 한국을 빛낸 100명의 스포츠맨 (박문영 작곡·최영준 작사)
- 사랑의 교차로

## 라디오 진행 (DJ)
- 한국교통방송(TBN) 《브라보 마이 웨이》, 《길 따라 노래 따라》, 《TBN 주말특급》, 《한밤의 교차로》

## 광고
- 한국야쿠르트 왕뚜껑 (배영만과 함께 출연)

## 같이 보기
- 정광태